# 劇団スフィア
『劇団スフィア』（げきだんスフィア、GEKIDAN SPHERE）は、2019年10月から12月までTOKYO MXほかで放送されていたテレビドラマである。主演は声優ユニットのスフィア。

## 概要
声優ユニット・スフィアの結成10周年を記念して制作。全10回。
番組タイトルにもあるように、実際にさまざまな「劇団」で脚本家や演出家として活動している徳尾浩司、岸本鮎佳、西条みつとし、山田佳奈、益山貴司の5人が2話ずつ監督を担当する。なお、ジャンルは各監督によって異なる。
本編が始まる1週間前の10月9日深夜に『「劇団スフィア」放送直前スペシャル特番』が放送された。
また、TOKYO MXでの本編放送が終了した1週間後の12月25日深夜には総集編『「劇団スフィア」一緒に見ちゃう?!スペシャル!!!』が放送された。

## 出演
- スフィア
  - 寿美菜子
  - 高垣彩陽
  - 戸松遥
  - 豊崎愛生

- 鈴木理学 (第1・2話)
- 松尾英太郎 (第1・2話)
- 小築舞衣 (第2話 - 声の出演、第5・6話 )
- 藤井仁人 (第2話 - 声の出演、第5・6話)
- 谷戸亮太 (第3・4話)
- 異儀田夏葉 (第3・4話)
- 高木稟 (第3・4話)
- 西田薫子 (第5・6話)
- 峰剛一 (第5・6話 - 声の出演)
- 益山U✩G (第9・10話)
- 億なつき (第9・10話)
- 益山寛司 (第9・10話)

## 各話リスト
| 話数 | サブタイトル                   | 幕     | 脚本・監督   | 放送日 （TOKYO MX） |
| ---- | ------------------------------ | ------ | ------------ | ------------------- |
| #1   | 「SHELTER」                    | 第一幕 | 徳尾浩司     | 2019年 10月17日     |
| #2   | 「SHELTER」                    | 第二幕 | 徳尾浩司     | 10月24日            |
| #3   | 「血塗られたブラジャー」       | 第一幕 | 岸本鮎佳     | 10月31日            |
| #4   | 「血塗られたブラジャー」       | 第二幕 | 岸本鮎佳     | 11月7日             |
| #5   | 「ラブホテル602」              | 第一幕 | 西条みつとし | 11月14日            |
| #6   | 「ラブホテル602」              | 第二幕 | 西条みつとし | 11月21日            |
| #7   | 「渇望 ～三十路の祭りに～」    | 第一幕 | 山田佳奈     | 11月28日            |
| #8   | 「渇望 ～三十路の祭りに～」    | 第二幕 | 山田佳奈     | 12月5日             |
| #9   | 「コミック・オブ・ザ・デッド」 | 第一幕 | 益山貴司     | 12月12日            |
| #10  | 「コミック・オブ・ザ・デッド」 | 第二幕 | 益山貴司     | 12月19日            |

## 放送・配信

### 放送局
| 放送期間                                                                                     | 放送時間                     | 放送局         | 対象地域 | 備考                      |
| -------------------------------------------------------------------------------------------- | ---------------------------- | -------------- | -------- | ------------------------- |
| 2019年10月17日 - 12月19日                                                                    | 木曜 0:00 - 0:30（水曜深夜） | TOKYO MX       | 東京都   | 製作局                    |
| 2019年10月23日 - 12月25日                                                                    | 水曜 0:00 - 0:30（火曜深夜） | サンテレビ     | 兵庫県   |                           |
| 2019年10月25日 - 12月27日                                                                    | 金曜 23:00 - 23:30           | AT-X           | 日本全域 | CS放送 / リピート放送あり |
| 2020年 1月15日 - 3月18日                                                                     | 水曜 1:50 - 2:20（火曜深夜） | 静岡朝日テレビ | 静岡県   |                           |
| TOKYO MX、サンテレビでは前週に事前特別番組を放送。また、MXでは12月26日に総集編が放送された。 |                              |                |          |                           |

### 配信サイト
エムキャスで最新話が1週間配信されている。